# Winter World University Games 2023/Eishockey
Bei den Winter World University Games 2023 wurden zwei Turniere im Eishockey ausgetragen.

## Bilanz

### Medaillenspiegel
| Platz  | Land               | 00 | 00 | 00 | Gesamt |
| ------ | ------------------ | -- | -- | -- | ------ |
| 1      | Kanada             | 2  | –  | –  | 2      |
| 2      | Japan              | –  | 1  | –  | 1      |
| 2      | Vereinigte Staaten | –  | 1  | –  | 1      |
| 4      | Tschechien         | –  | –  | 1  | 1      |
| 4      | Kasachstan         | –  | –  | 1  | 1      |
| Gesamt | Gesamt             | 2  | 2  | 2  | 6      |

### Medaillengewinner
| Disziplin | Gold | Silber | Bronze |
| --------- | --- | --- | --- |
| Männer    | KanadaJustin Bergeron Kyle Bollers Matthew Brassard Andrew Coxhead Brett Davis Jared Dmytriw Kai Edmonds Brady Gilmour Liam Hawel Tyler Hylland Austen Keating Noah King Simon Lafrance Zachary Lavigne Justin MacPherson Adam McCormick Jacob Paquette Roddy Ross Timothy Shea Matthew Struthers Scott Walford Matthew Welsh Jonathan Yantsis                        | Vereinigte StaatenLuke Aquaro Quinn Green Matthew Hanewall Zachary Heintz Jack Jaunich Ryan Kenny Clark Kerner Brendan Mark Austin Master Michael McChesney Peter Morgan John Mulera Mason Palmer Emmet Powell Jack Ring Samuel Ruffin Evan Ruschil Alexander Sheehy Jaden Shields Dysen Skinner Cooper Swift Steven Szmul Mitchell Walinski | KasachstanStanislav Alexandrov Oleg Boiko Danil Butenko Sayan Daniyar Ruslan Demin Madi Dikhanbek Ivan Gavrilenko Roman Kalmykov Denis Karatayev Ali Kassenov Artyom Korolyov Vsevolod Logvin Abay Mangisbayev Maxim Mukhametov Batyrlan Muratov Maxim Musorov Kirill Nikitin Aldiyar Nurlan Alikhan Omirbekov Kirill Polokhov Andrey Shutov Abylaikhan Suleimenov                                 |
| Frauen    | KanadaRosalie Bégin-Cyr Carley Bossé-Olivier Maggy Burbidge Shae Demale Maria Dominico Camryn Drever Aurelie Dubuc Annabel Faubert Emmy Fecteau Céline Frappier Leah Herrfort Jenna MacLean Lea MacLeod Elizabeth Mura Kelly-Ann Nadeau Isabella Pozzi Hannah Tait Marie-Camille Théorêt Audrey-Anne Veillette Scout Watkins Southward Madison Willan Kendra Woodland | JapanYoshino Enomoto Corazon Hinata Minami Kamada Sakura Kitamura Kiku Kobayashi Remi Koyama Wakana Kurosu Miyuu Masuhara Marin Nagaoka Yui Nakano Haruna Nomura Miyuri Ogawa Mei Sakurai Ami Sasaki Kanami Seki Akane Shiga Chihiro Suzuki Ayaka Tomiuchi Moe Tsukimoto Moeka Tsutsumi Momoka Yamamoto Shiori Yamashita                     | TschechienKristýna Bláhová Viktorie Chladová Martina Exnerová Denisa Habartová Alexandra Halounová Sandra Halounová Adéla Hanzlíková Barbora Hrůšová Denisa Jandová Klára Jandušíková Adéla Jůzková Karolína Kosinová Zuzana Martinů Martina Mašková Tereza Mazancová Kristýna Pátková Barbora Patočková Daniela Pejšová Kateřina Petřeková Patricie Škorpíková Tereza Topolská Kateřina Zechovská |